# Phalaenopsis javanica
Phalaenopsis javanica J.J.Sm., 1918 è una pianta della famiglia delle Orchidacee originaria delle isole di Giava e Sumatra.

## Descrizione
È un'orchidea epifita di taglia medio-piccola, a crescita monopodiale. Presenta un corto fusto portante molte foglie lucide a forma ellittico-obovata, che si restringono alla base, ad apici acuti oppure ottusi. La fioritura avviene normalmente in primavera, mediante un'infiorescenza racemosa che aggetta lateralmente, suberetta, talvolta ramificata, lunga normalmente circa 25 centimetri, ricoperta da piccole brattee floreali a forma triangolare, portante pochi fiori. Questi sono grandi in media 3 centimetri, hanno consistenza carnosa,  sono conformati a coppa, e sono di colore bianco screziato di rosso porpora in petali e sepali (entrambi a forma ovata), mentre il labello è di colore più carico.

## Distribuzione e habitat
La specie è diffusa nelle isola di Giava e Sumatra
Cresce epifita in foreste pedemontane a quote comprese tra 700 e 1000 metri di sul livello del mare.

## Sinonimi
Polychilos javanica (J.J.Sm.) Shim, 1982

Phalaenopsis latisepala Rolfe, 1920

Phalaenopsis javanica f. alba O.Gruss & Roellke ex Christenson, 2001

## Coltivazione
Questa pianta è bene coltivata in panieri appesi, su supporto di sughero oppure su felci arboree e richiede in coltura esposizione molto luminosa, ma all'ombra, temendo la luce diretta del sole. Necessita di temperature calde per tutto il corso dell'anno, da raffreddare un po' finita la fase di fioritura.